# Éliminatoires de la Coupe du monde de football 2018 : zone Amérique du Nord, Amérique centrale et Caraïbes
Les éliminatoires de la zone Amérique du Nord, Amérique centrale et Caraïbes pour la Coupe du monde 2018 sont organisées dans le cadre de la Confédération de football de l'Amérique du Nord, Amérique centrale et Caraïbes (CONCACAF) et concernent trente-cinq sélections nationales pour trois ou quatre places qualificatives. 

Europe • Afrique • Amérique du Nord, Amérique centrale et Caraïbes
Amérique du Sud • Asie • Océanie

## Format
Le format de qualification de la zone a été modifié par rapport aux dernières éditions de la compétition,,.
Au premier tour, les quatorze pays les moins bien classés au Classement FIFA de août 2014 pour cette zone s'affrontent en matchs à élimination directe par paire de matchs aller-retour. Les sept vainqueurs accèdent au deuxième tour.
Au deuxième tour, les sept vainqueurs du premier tour sont rejoints par les treize pays classés de la 9e à la 21e place selon le même classement FIFA qu'au premier tour. Ces vingt nations s'affrontent en matchs à élimination directe par paire de matchs aller-retour. Les dix vainqueurs accèdent au troisième tour.
Au troisième tour, les dix vainqueurs du deuxième tour sont rejoints par les deux pays classés à la 7e et 8e place selon le même classement FIFA qu'aux tours précédents. Ces douze nations s'affrontent en matchs à élimination directe par paire de matchs aller-retour. Les six vainqueurs accèdent au quatrième tour.
Au quatrième tour, les six vainqueurs du troisième tour sont rejoints par les six pays classés de la 1re à la 6e place selon le même classement FIFA qu'aux tours précédents. Ces douze nations sont divisés en trois groupes de quatre équipes et se rencontrent en matchs aller-retour au sein de chaque groupe. Les deux premiers de chaque groupe accèdent au cinquième tour.
Lors du cinquième tour, les six nations restantes sont réunies dans une poule unique (parfois nommée "l'Hexagonal) et se rencontrent en matchs aller-retour. Les trois meilleures équipes sont qualifiées pour la Coupe du monde 2018. Le 4e de la poule est qualifié pour un match de barrage inter-continental dont le vainqueur est également qualifié pour la Coupe du monde 2018.

## Équipes engagées
Trente-cinq nations participent aux éliminatoires de la zone CONCACAF. Leur entrée dans la phase qualificative à la Coupe du monde est déterminée par le Classement FIFA de août 2014 entre parenthèses dans le tableau suivant,.
| Entrent au quatrième tour (Classement CONCACAF de 1 à 6)                                                        | Entrent au troisième tour (Classement CONCACAF de 7 à 8) | Entrent au deuxième tour (Classement CONCACAF de 9 à 21) | Entrent au premier tour (Classement CONCACAF de 22 à 35) |
| --- | -------------------------------------------------------- | --- | --- |
| 1. Costa Rica (15) 2. Mexique (17) 3. États-Unis (18) 4. Honduras (43) 5. Panama (63) 6. Trinité-et-Tobago (80) | 1. Jamaïque (85) 2. Haïti (117)                          | 1. Canada (122) 2. Cuba (124) 3. Aruba (124) 4. République dominicaine (126) 5. Salvador (127) 6. Suriname (131) 7. Guatemala (134) 8. Saint-Vincent-et-les-Grenadines (134) 9. Sainte-Lucie (138) 10. Grenade (142) 11. Antigua-et-Barbuda (149) 12. Guyana (153) 13. Porto Rico (155) | 1. Saint-Christophe-et-Niévès (159) 2. Belize (162) 3. Montserrat (165) 4. Dominique (168) 5. Barbade (169) 6. Bermudes (173) 7. Nicaragua (175) 8. Îles Turques-et-Caïques (181) 9. Curaçao (182) 10. Îles Vierges des États-Unis (191) 11. Bahamas (193) 12. Îles Caïmans (197) 13. Îles Vierges britanniques (201) 14. Anguilla (207) |

## Calendrier
Le calendrier de la compétition est le suivant.
| Tour           | Journée      | Date                       |
| -------------- | ------------ | -------------------------- |
| Premier tour   | Match aller  | 23 – 31 mars 2015          |
| Premier tour   | Match retour | 23 – 31 mars 2015          |
| Deuxième tour  | Match aller  | 8 – 16 juin 2015           |
| Deuxième tour  | Match retour | 8 – 16 juin 2015           |
| Troisième tour | Match aller  | 4 – 8 septembre 2015       |
| Troisième tour | Match retour | 4 – 8 septembre 2015       |
| Quatrième tour | Journée 1    | 9 – 17 novembre 2015       |
| Quatrième tour | Journée 2    | 9 – 17 novembre 2015       |
| Quatrième tour | Journée 3    | 21 – 29 mars 2016          |
| Quatrième tour | Journée 4    | 21 – 29 mars 2016          |
| Quatrième tour | Journée 5    | 29 août – 6 septembre 2016 |
| Quatrième tour | Journée 6    | 29 août – 6 septembre 2016 |

| Tour           | Journée      | Date                       |
| -------------- | ------------ | -------------------------- |
| Cinquième tour | Journée 1    | 7 – 15 novembre 2016       |
| Cinquième tour | Journée 2    | 7 – 15 novembre 2016       |
| Cinquième tour | Journée 3    | 20 – 28 mars 2017          |
| Cinquième tour | Journée 4    | 20 – 28 mars 2017          |
| Cinquième tour | Journée 5    | 5 – 13 juin 2017           |
| Cinquième tour | Journée 6    | 5 – 13 juin 2017           |
| Cinquième tour | Journée 7    | 28 août – 5 septembre 2017 |
| Cinquième tour | Journée 8    | 28 août – 5 septembre 2017 |
| Cinquième tour | Journée 9    | 2 – 10 octobre 2017        |
| Cinquième tour | Journée 10   | 2 – 10 octobre 2017        |
| Barrage        | Match aller  | 6 – 14 novembre 2017       |
| Barrage        | Match retour | 6 – 14 novembre 2017       |

## Premier tour
Les rencontres du premier tour se sont déroulées du 23 au 31 mars 2015, dont le tirage au sort a été effectué le 15 janvier 2015 au W Hotel de Miami, Floride.
| Match | Équipe 1                  | Résultat | Équipe 2                    | Aller | Retour |
| ----- | ------------------------- | -------- | --------------------------- | ----- | ------ |
| 1     | Bahamas                   | 0 - 8    | Bermudes                    | 0 - 5 | 0 - 3  |
| 2     | Îles Vierges britanniques | 2 - 3    | Dominique                   | 2 - 3 | 0 - 0  |
| 3     | Barbade                   | 4 - 1    | Îles Vierges des États-Unis | 0 - 1 | 4 - 0  |
| 4     | Îles Turques-et-Caïques   | 4 - 12   | Saint-Christophe-et-Niévès  | 2 - 6 | 2 - 6  |
| 5     | Nicaragua                 | 8 - 0    | Anguilla                    | 5 - 0 | 3 - 0  |
| 6     | Belize                    | 1E - 1   | Îles Caïmans                | 0 - 0 | 1 - 1  |
| 7     | Curaçao                   | 4 - 3    | Montserrat                  | 2 - 1 | 2 - 2  |

## Deuxième tour
Les rencontres du deuxième tour se sont déroulées du 8 au 16 juin 2015, dont le tirage au sort a été effectué le 15 janvier 2015 au W Hotel de Miami, Floride.
| Match | Équipe 1                        | Résultat | Équipe 2     | Aller | Retour   |
| ----- | ------------------------------- | -------- | ------------ | ----- | -------- |
| 8     | Saint-Vincent-et-les-Grenadines | 6E - 6   | Guyana       | 2 - 2 | 4 - 4    |
| 9     | Antigua-et-Barbuda              | 5 - 4    | Sainte-Lucie | 1 - 3 | 4 - 1    |
| 10    | Porto Rico                      | 1 - 2    | Grenade      | 1 - 0 | 0 - 2    |
| 11    | Canada                          | 6 - 0    | Dominique    | 2 - 0 | 4 - 0    |
| 12    | République dominicaine          | 1 - 5    | Belize       | 1 - 2 | 0 - 3    |
| 13    | Guatemala                       | 1 - 0    | Bermudes     | 0 - 0 | 1 - 0    |
| 14    | Aruba                           | 3 - 2    | Barbade      | 0 - 2 | 3 - 0 f. |
| 15    | Saint-Christophe-et-Niévès      | 3 - 6    | Salvador     | 2 - 2 | 1 - 4    |
| 16    | Curaçao                         | 1E - 1   | Cuba         | 0 - 0 | 1 - 1    |
| 17    | Nicaragua                       | 4 - 1    | Suriname     | 1 - 0 | 3 - 1    |

## Troisième tour
Les rencontres du troisième tour se sont déroulées du 4 au 8 septembre 2015, dont le tirage au sort a été effectué le 25 juillet 2015 au Konstantinovsky Palace à Strelna, Saint Petersbourg, Russie.
| Match | Équipe 1                        | Résultat | Équipe 2  | Aller | Retour |
| ----- | ------------------------------- | -------- | --------- | ----- | ------ |
| 18    | Curaçao                         | 0 - 2    | Salvador  | 0 - 1 | 0 - 1  |
| 19    | Canada                          | 4 - 1    | Belize    | 3 - 0 | 1 - 1  |
| 20    | Grenade                         | 1 - 6    | Haïti     | 1 - 3 | 0 - 3  |
| 21    | Jamaïque                        | 4 - 3    | Nicaragua | 2 - 3 | 2 - 0  |
| 22    | Saint-Vincent-et-les-Grenadines | 3 - 2    | Aruba     | 2 - 0 | 1 - 2  |
| 23    | Antigua-et-Barbuda              | 1 - 2    | Guatemala | 1 - 0 | 0 - 2  |

## Quatrième tour
Les rencontres du quatrième tour se déroulent du 9 novembre 2015 au 6 septembre 2016, dont le tirage au sort a été effectué le 25 juillet 2015 au Konstantinovsky Palace à Strelna, Saint Petersbourg, Russie.
| Rang | Équipe   | Pts | J | G | N | P | Bp | Bc | Diff |  | Résultats (▼ dom., ► ext.) |     |     |     |     |
| ---- | -------- | --- | - | - | - | - | -- | -- | ---- |  | -------------------------- | --- | --- | --- | --- |
| 1    | Mexique  | 16  | 6 | 5 | 1 | 0 | 13 | 1  | +12  |  | Mexique                    |     | 0-0 | 2-0 | 3-0 |
| 2    | Honduras | 8   | 6 | 2 | 2 | 2 | 6  | 6  | 0    |  | Honduras                   | 0-2 |     | 2-1 | 2-0 |
| 3    | Canada   | 7   | 6 | 2 | 1 | 3 | 5  | 8  | -3   |  | Canada                     | 0-3 | 1-0 |     | 3-1 |
| 4    | Salvador | 2   | 6 | 0 | 2 | 4 | 4  | 13 | -9   |  | Salvador                   | 1-3 | 2-2 | 0-0 |     |

| Rang | Équipe     | Pts | J | G | N | P | Bp | Bc | Diff |  | Résultats (▼ dom., ► ext.) |     |     |     |     |
| ---- | ---------- | --- | - | - | - | - | -- | -- | ---- |  | -------------------------- | --- | --- | --- | --- |
| 1    | Costa Rica | 16  | 6 | 5 | 1 | 0 | 11 | 3  | +8   |  | Costa Rica                 |     | 3-1 | 1-0 | 3-0 |
| 2    | Panama     | 10  | 6 | 3 | 1 | 2 | 7  | 5  | +2   |  | Panama                     | 1-2 |     | 1-0 | 2-0 |
| 3    | Haïti      | 4   | 6 | 1 | 1 | 4 | 2  | 4  | -2   |  | Haïti                      | 0-1 | 0-0 |     | 0-1 |
| 4    | Jamaïque   | 4   | 6 | 1 | 1 | 4 | 2  | 10 | -8   |  | Jamaïque                   | 1-1 | 0-2 | 0-2 |     |

| Rang | Équipe                          | Pts | J | G | N | P | Bp | Bc | Diff |  | Résultats (▼ dom., ► ext.)      |     |     |     |     |
| ---- | ------------------------------- | --- | - | - | - | - | -- | -- | ---- |  | ------------------------------- | --- | --- | --- | --- |
| 1    | États-Unis                      | 13  | 6 | 4 | 1 | 1 | 20 | 3  | +17  |  | États-Unis                      |     | 4-0 | 4-0 | 6-1 |
| 2    | Trinité-et-Tobago               | 11  | 6 | 3 | 2 | 1 | 13 | 9  | +4   |  | Trinité-et-Tobago               | 0-0 |     | 2-2 | 6-0 |
| 3    | Guatemala                       | 10  | 6 | 3 | 1 | 2 | 18 | 11 | +7   |  | Guatemala                       | 2-0 | 1-2 |     | 9-3 |
| 4    | Saint-Vincent-et-les-Grenadines | 0   | 6 | 0 | 0 | 6 | 6  | 34 | -28  |  | Saint-Vincent-et-les-Grenadines | 0-6 | 2-3 | 0-4 |     |

## Cinquième tour
Les rencontres du cinquième tour, communément appelé Hex (comme hexagone) se déroulent du 7 novembre 2016 au 10 octobre 2017. Les trois meilleures équipes de ce cinquième tour sont qualifiées directement pour la Coupe du monde 2018 alors que le 4e est qualifié pour deux matchs aller-retour de barrage inter-continental contre le 5e de la zone Asie (AFC).
| Rang | Équipe            | Pts | J  | G | N | P | Bp | Bc | Diff |  | Résultats (▼ dom., ► ext.) |     |     |     |     |     |     |
| ---- | ----------------- | --- | -- | - | - | - | -- | -- | ---- |  | -------------------------- | --- | --- | --- | --- | --- | --- |
| 1    | Mexique           | 21  | 10 | 6 | 3 | 1 | 16 | 7  | +9   |  | Mexique                    |     | 2-0 | 1-0 | 3-0 | 1-1 | 3-1 |
| 2    | Costa Rica        | 16  | 10 | 4 | 4 | 2 | 14 | 8  | +6   |  | Costa Rica                 | 1-1 |     | 0-0 | 1-1 | 4-0 | 2-1 |
| 3    | Panama            | 13  | 10 | 3 | 4 | 3 | 9  | 10 | -1   |  | Panama                     | 0-0 | 2-1 |     | 2-2 | 1-1 | 3-0 |
| 4    | Honduras          | 13  | 10 | 3 | 4 | 3 | 13 | 19 | -6   |  | Honduras                   | 3-2 | 1-1 | 0-1 |     | 1-1 | 3-1 |
| 5    | États-Unis        | 12  | 10 | 3 | 3 | 4 | 17 | 13 | +4   |  | États-Unis                 | 1-2 | 0-2 | 4-0 | 6-0 |     | 2-0 |
| 6    | Trinité-et-Tobago | 6   | 10 | 2 | 0 | 8 | 7  | 19 | -12  |  | Trinité-et-Tobago          | 0-1 | 0-2 | 1-0 | 1-2 | 2-1 |     |

## Buteurs
- Après les 5 tours de qualification, voici les 10 meilleurs buteurs :
 (en gras les joueurs encore en course)

| Joueur            | Sélection                       | 1er tour | 2e tour | 3e tour | 4e tour | 5e tour | Total |
| Carlos Ruiz       | Guatemala                       | 0        | 0       | 1       | 8       | 0       | 9     |
| Jozy Altidore     | États-Unis                      | 0        | 0       | 0       | 6       | 2       | 8     |
| Christian Pulisic | États-Unis                      | 0        | 0       | 0       | 2       | 5       | 7     |
| Romell Quioto     | Honduras                        | 0        | 0       | 0       | 2       | 4       | 6     |
| Clint Dempsey     | États-Unis                      | 0        | 0       | 0       | 1       | 4       | 5     |
| Bobby Wood        | États-Unis                      | 0        | 0       | 0       | 2       | 3       | 5     |
| Joevin Jones      | Trinité-et-Tobago               | 0        | 0       | 0       | 4       | 1       | 5     |
| Tevin Slater      | Saint-Vincent-et-les-Grenadines | 0        | 3       | 2       | 0       | 0       | 5     |
| Nelson Bonilla    | Salvador                        | 0        | 3       | 0       | 2       | 0       | 5     |
| Oalex Anderson    | Saint-Vincent-et-les-Grenadines | 0        | 1       | 1       | 3       | 0       | 5     |

## Barrage intercontinental
Le tirage au sort du barrage intercontinental a lieu dans le cadre du tirage préliminaire de la Coupe du monde 2018 le 25 juillet 2015 au palais Constantin de Saint-Pétersbourg. L'équipe classée cinquième de la zone Asie affronte l'équipe classée quatrième de la zone CONCACAF. 
| Équipe 1 | Résultat | Équipe 2  | Aller | Retour |
| -------- | -------- | --------- | ----- | ------ |
| Honduras | 1 – 3    | Australie | 0 - 0 | 1 - 3  |

| 10 novembre 2017 | Honduras | 0 – 0 | Australie | Estadio Olímpico Metropolitano, San Pedro Sula  |                                                 |
| 16h00 UTC−6      |          |       |           | Spectateurs : 38 000 Arbitrage : Daniele Orsato | Spectateurs : 38 000 Arbitrage : Daniele Orsato |
| 16h00 UTC−6      | Rapport  |       |           | Spectateurs : 38 000 Arbitrage : Daniele Orsato | Spectateurs : 38 000 Arbitrage : Daniele Orsato |

| 15 novembre 2017 | Australie                                             | 3 – 1   | Honduras   | ANZ Stadium, Sydney                            |                                                |
| 20h00 UTC+11     | H. Figueroa 54e (csc) · Jedinak 72e (pen.) 85e (pen.) | (0 - 0) | 90+4e Elis | Spectateurs : 77 060 Arbitrage : Néstor Pitana | Spectateurs : 77 060 Arbitrage : Néstor Pitana |
| 20h00 UTC+11     | Rapport                                               |         |            | Spectateurs : 77 060 Arbitrage : Néstor Pitana | Spectateurs : 77 060 Arbitrage : Néstor Pitana |